# San Joaquin (Kalifornia)
San Joaquin város az USA Kalifornia államában, Fresno megyében. Lakosainak száma 3701 fő (2020. április 1.).

## Népesség
A település népességének változása:

| 2010 | 4 001 |
| 2020 | 3 701 |